# Lista över Disneyfilmer
Det här är en lista över långfilmer, såväl tecknade filmer som spelfilmer, som har producerats av Disney genom dess huvudsakliga produktionsbolag Walt Disney Pictures (fram till 1983 Walt Disney Productions) för bio och VHS/DVD/Blu-ray. TV-filmer är dock inte listade, och inte heller filmer som distribuerats och släppts av Walt Disney Pictures, men producerats av andra filmbolag. Ett undantag är de Pixar-producerade filmerna, då Pixar i dag är uppköpt av Disney.
Från Walt Disney Productions första långfilm 1937 fram till sin död stod Walt Disney själv som producent för samtliga filmer som bolaget producerade. Sedan hans bortgång har producenterna varierat.
Vid 1970-talets slut började Disney producera även tyngre filmer, riktade mot en äldre publik än tidigare. Detta ledde till viss kritik, och en omstrukturering av koncernens filmproduktion inleddes. Resultatet blev att den filmproducerande avdelningen inom Walt Disney Productions kom att splittas i två nystartade bolag: 1983 bildades Walt Disney Pictures som ett dotterbolag inom Disney-koncernen och hit kom produktionen av de mer traditionella Disneyfilmerna att läggas. Året därpå bildade Disney sitt andra filmbolag, Touchstone Pictures, dit produktionen av bolagets tyngre filmer flyttades. Denna uppdelning av filmproduktionen är den huvudsakliga förklaringen till att antalet "Disneyfilmer" föll under 1980-talet. Touchstones produktioner – däribland Vem satte dit Roger Rabbit? – har aldrig lanserats som Disneyfilmer och finns därför inte medtagna i denna lista; se i stället Lista över filmer från Touchstone Pictures.
Årtalen gäller världspremiären. I vissa fall, speciellt bland de äldre filmerna, kom premiären i andra länder senare. Beträffande varje kommande film är såväl titel som premiärdatum att betrakta som preliminärt, fram till dess att filmen fått premiär.

## Disneyklassiker
Disneys äldsta och mest påkostade animationsstudio går i dag under namnet Walt Disney Animation Studios (tidigare Walt Disney Feature Animation) och de långfilmer som skapats av den marknadsförs i regel som "Disneyklassiker". Studion producerar idag långfilmer, kortfilmer samt exklusivt innehåll för Disney+. 
Walt Disney Animation Studios har också svarat för animationen i de "spelfilmer med tecknade inslag" som finns listade nedan. Notera att även några av de äldsta "klassikerna" blandar tecknade sekvenser med inslag av riktiga skådespelare.
Filmerna Dinosaurier och Nalle Puhs film - Nya äventyr i Sjumilaskogen har inte marknadsförts som "Disneyklassiker" i Sverige trots att de är producerade av Walt Disney Animation Studios. Filmen Vilddjuren å andra sidan producerades av C.O.R.E. Feature Animation, men marknadsfördes ändå som "Disneyklassiker" i Sverige.
I samband med att den första datoranimerade klassikern, Lilla kycklingen, kom ut 2005 meddelade Disney att Walt Disney Feature Animation kommer att helt övergå till datoranimation och upphöra med traditionellt animerade (tecknade) filmer. Detta beslut möttes av hård kritik, såväl internt som från allmänheten. Prinsessan och grodan (2009) har sen dess skapats med traditionell animation.
| Nr | SWE Nr | Titel                                         | Originaltitel                          | År   |
| -- | ------ | --------------------------------------------- | -------------------------------------- | ---- |
| 1  | 1      | Snövit och de sju dvärgarna                   | Snow White and the Seven Dwarfs        | 1937 |
| 2  | 2      | Pinocchio                                     | Pinocchio                              | 1940 |
| 3  | 3      | Fantasia                                      | Fantasia                               | 1940 |
| 4  | 4      | Dumbo                                         | Dumbo                                  | 1941 |
| 5  | 5      | Bambi                                         | Bambi                                  | 1942 |
| 6  | 6      | Kalle Anka och Långben i Sydamerika           | Saludos Amigos                         | 1942 |
| 7  | 7      | Tre Caballeros                                | The Three Caballeros                   | 1945 |
| 8  | 8      | Spela för mig                                 | Make Mine Music                        | 1946 |
| 9  | 9      | Pank och fågelfri                             | Fun and fancy free                     | 1947 |
| 10 | 10     | Jag spelar för dig                            | Melody Time                            | 1948 |
| 11 | 11     | Det susar i säven & Ichabods äventyr          | The Adventures of Ichabod and Mr Toad  | 1949 |
| 12 | 12     | Askungen                                      | Cinderella                             | 1950 |
| 13 | 13     | Alice i Underlandet                           | Alice in Wonderland                    | 1951 |
| 14 | 14     | Peter Pan                                     | Peter Pan                              | 1953 |
| 15 | 15     | Lady och Lufsen                               | Lady and the Tramp                     | 1955 |
| 16 | 16     | Törnrosa                                      | Sleeping Beauty                        | 1959 |
| 17 | 17     | Pongo och de 101 dalmatinerna                 | One Hundred and One Dalmatians         | 1961 |
| 18 | 18     | Svärdet i stenen                              | The Sword in the Stone                 | 1963 |
| 19 | 19     | Djungelboken                                  | The Jungle Book                        | 1967 |
| 20 | 20     | Aristocats                                    | The Aristocats                         | 1970 |
| 21 | 21     | Robin Hood                                    | Robin Hood                             | 1973 |
| 22 | 22     | Filmen om Nalle Puh                           | The Many Adventures of Winnie the Pooh | 1977 |
| 23 | 23     | Bernard och Bianca                            | The Rescuers                           | 1977 |
| 24 | 24     | Micke och Molle                               | The Fox and the Hound                  | 1981 |
| 25 | 25     | Taran och den magiska kitteln                 | The Black Cauldron                     | 1985 |
| 26 | 26     | Mästerdetektiven Basil Mus                    | The Great Mouse Detective              | 1986 |
| 27 | 27     | Oliver & gänget                               | Oliver & Company                       | 1988 |
| 28 | 28     | Den lilla sjöjungfrun                         | The Little Mermaid                     | 1989 |
| 29 | 29     | Bernard och Bianca i Australien               | The Rescuers Down Under                | 1990 |
| 30 | 30     | Skönheten och odjuret                         | Beauty and the Beast                   | 1991 |
| 31 | 31     | Aladdin                                       | Aladdin                                | 1992 |
| 32 | 32     | Lejonkungen                                   | The Lion King                          | 1994 |
| 33 | 33     | Pocahontas                                    | Pocahontas                             | 1995 |
| 34 | 34     | Ringaren i Notre Dame                         | The Hunchback of Notre Dame            | 1996 |
| 35 | 35     | Herkules                                      | Hercules                               | 1997 |
| 36 | 36     | Mulan                                         | Mulan                                  | 1998 |
| 37 | 37     | Tarzan                                        | Tarzan                                 | 1999 |
| 38 | 38     | Fantasia 2000                                 | Fantasia 2000                          | 1999 |
| 39 |        | Dinosaurier                                   | Dinosaur                               | 2000 |
| 40 | 39     | Kejsarens nya stil                            | The Emperor's New Groove               | 2000 |
| 41 | 40     | Atlantis - En försvunnen värld                | Atlantis: The Lost Empire              | 2001 |
| 42 | 41     | Lilo & Stitch                                 | Lilo & Stitch                          | 2002 |
| 43 | 42     | Skattkammarplaneten                           | Treasure Planet                        | 2002 |
| 44 | 43     | Björnbröder                                   | Brother Bear                           | 2003 |
| 45 | 44     | Kogänget                                      | Home on the Range                      | 2004 |
| 46 | 45     | Lilla kycklingen                              | Chicken Little                         | 2005 |
|    | 46     | Vilddjuren                                    | The Wild                               | 2006 |
| 47 | 47     | Familjen Robinson                             | Meet the Robinsons                     | 2007 |
| 48 | 48     | Bolt                                          | Bolt                                   | 2008 |
| 49 | 49     | Prinsessan och grodan                         | The Princess and the Frog              | 2009 |
| 50 | 50     | Trassel                                       | Tangled                                | 2010 |
| 51 |        | Nalle Puhs film - Nya äventyr i Sjumilaskogen | Winnie the Pooh                        | 2011 |
| 52 | 51     | Röjar-Ralf                                    | Wreck-it Ralph                         | 2012 |
| 53 | 52     | Frost                                         | Frozen                                 | 2013 |
| 54 | 53     | Big Hero 6                                    | Big Hero 6                             | 2014 |
| 55 | 54     | Zootropolis                                   | Zootopia                               | 2016 |
| 56 | 55     | Vaiana                                        | Moana                                  | 2016 |
| 57 | 56     | Röjar-Ralf kraschar internet                  | Ralph Breaks the Internet              | 2018 |
| 58 |        | Frost 2                                       | Frozen 2                               | 2019 |
| 59 |        | Raya och den sista draken                     | Raya and the Last Dragon               | 2021 |
| 60 | 57     | Encanto                                       | Encanto                                | 2021 |
| 61 | 58     | En annorlunda värld                           | Strange World                          | 2022 |
| 62 | 59     | Önskan                                        | Wish                                   | 2023 |
| 63 | 60     | Vaiana 2                                      | Moana 2                                | 2024 |
| 64 | 61     | Zootropolis 2                                 | Zootopia 2                             | 2025 |
| 65 | 62     | Frost 3                                       | Frozen III                             | 2027 |

## Nyinspelningar
Disney har släppt ett flertal nyinspelningar som är helt eller delvis baserade på- eller utgår ifrån deras tecknade klassiker.
| Titel                              | Originaltitel                   | År   | Disneyklassiker               | Nr |
| ---------------------------------- | ------------------------------- | ---- | ----------------------------- | -- |
| Djungelboken                       | The Jungle Book                 | 1994 | Djungelboken                  | 19 |
| 101 dalmatiner                     | 101 Dalmatians                  | 1996 | Pongo och de 101 dalmatinerna | 17 |
| 102 dalmatiner                     | 102 Dalmatians                  | 2000 | Pongo och de 101 dalmatinerna | 17 |
| Alice i Underlandet                | Alice in Wonderland             | 2010 | Alice i Underlandet           | 13 |
| Trollkarlens lärling               | The Sorcerer's Apprentice       | 2010 | Fantasia                      | 3  |
| Maleficent                         | Maleficent                      | 2014 | Törnrosa                      | 16 |
| Berättelsen om Askungen            | Cinderella                      | 2015 | Askungen                      | 12 |
| Djungelboken                       | The Jungle Book                 | 2016 | Djungelboken                  | 19 |
| Alice i Spegellandet               | Alice Through the Looking Glass | 2016 | Alice i Underlandet           | 13 |
| Skönheten och odjuret              | Beauty and the Beast            | 2017 | Skönheten och odjuret         | 30 |
| Christoffer Robin & Nalle Puh      | Christopher Robin               | 2018 | Filmen om Nalle Puh           | 22 |
| Dumbo                              | Dumbo                           | 2019 | Dumbo                         | 4  |
| Aladdin                            | Aladdin                         | 2019 | Aladdin                       | 31 |
| Lejonkungen                        | The Lion King                   | 2019 | Lejonkungen                   | 32 |
| Maleficent 2: Ondskans härskarinna | Maleficent: Mistress of Evil    | 2019 | Törnrosa                      | 16 |
| Lady och Lufsen                    | Lady and the Tramp              | 2019 | Lady och Lufsen               | 15 |
| Mulan                              | Mulan                           | 2020 | Mulan                         | 36 |
| Cruella                            | Cruella                         | 2021 | Pongo och de 101 dalmatinerna | 17 |
| Pinocchio                          | Pinocchio                       | 2022 | Pinocchio                     | 2  |
| Peter Pan och Lena                 | Peter Pan & Wendy               | 2023 | Peter Pan                     | 14 |
| Den lilla sjöjungfrun              | The Little Mermaid              | 2023 | Den lilla sjöjungfrun         | 28 |
| Mufasa: Lejonkungen                | Mufasa: The Lion King           | 2024 | Lejonkungen                   | 32 |
| Snövit                             | Snow White                      | 2025 | Snövit och de sju dvärgarna   | 1  |
| Lilo & Stitch                      | Lilo & Stitch                   | 2025 | Lilo & Stitch                 | 42 |
|                                    | Moana                           | 2026 | Vaiana                        | 56 |

## Disneytoon Studios
Sedan 1990 har Walt Disney Pictures producerat en mängd mindre påkostade tecknade filmer, producerade av en underavdelning till Walt Disney Feature Animation: Disneytoon Studios (fram till 2003 en del av Walt Disney Television), som även svarar för produktionen av Disney tecknade TV-serier. Det rör sig huvudsakligen om uppföljare till klassikerna, filmversioner av TV-serierna, och, på senare år, filmer med Musse Pigg i huvudrollen. Vanligtvis släpps dessa filmer direkt på VHS/DVD, men en handfull har fått biopremiär.
| Nr | Titel                                                         | Originaltitel                                            | År   |
| -- | ------------------------------------------------------------- | -------------------------------------------------------- | ---- |
| 1  | Farbror Joakim och Knattarna i jakten på den försvunna lampan | Ducktales the Movie: Treasure of the Lost Lamp           | 1990 |
| 2  | Jafars återkomst                                              | The Return of Jafar                                      | 1994 |
| 3  | Janne Långben - The Movie                                     | A Goofy Movie                                            | 1995 |
| 4  | Aladdin och rövarnas konung                                   | Aladdin and the King of Thieves                          | 1996 |
| 5  | Nalle Puh och jakten på Christoffer Robin                     | Pooh's Grand Adventure: The Search for Christopher Robin | 1997 |
| 6  | Skönheten och Odjuret - Den förtrollade julen                 | Beauty and the Beast - The Enchanted Christmas           | 1997 |
| 7  | Belles magiska värld                                          | Belle's Magical World                                    | 1998 |
| 8  | Pocahontas 2: Resan till en annan värld                       | Pocahontas II - Journey to a New World                   | 1998 |
| 9  | Lejonkungen II - Simbas skatt                                 | The Lion King II - Simba's Pride                         | 1998 |
| 10 | Musse Pigg och hans vänner firar jul                          | Mickey's Once Upon a Christmas                           | 1999 |
| 11 | Nalle Puh: Vännernas fest                                     | Winnie the Pooh: Seasons of Giving                       | 1999 |
| 12 | Tigers film                                                   | The Tigger Movie                                         | 2000 |
| 13 | En extremt långbent film                                      | An Extremely Goofy Movie                                 | 2000 |
| 14 | Den lilla sjöjungfrun II – Havets hemlighet                   | The Little Mermaid II - Return to the Sea                | 2000 |
| 15 | Lady och Lufsen II: Ludde på äventyr                          | Lady and the Tramp 2 - Scamp's Adventure                 | 2001 |
| 16 | Tillbaka till landet Ingenstans                               | Peter Pan - Return to Neverland                          | 2002 |
| 17 | Askungen II - Drömmen slår in                                 | Cinderella II - Dreams Come True                         | 2002 |
| 18 | Ringaren i Notre Dame II                                      | The Hunchback of Notre Dame II                           | 2002 |
| 19 | Nalle Puh - Jullovet                                          | Winnie the Pooh: A Very Merry Pooh Year                  | 2002 |
| 20 | De 101 dalmatinerna II - Tuffs äventyr i London               | 101 Dalmatians II - Patch's London Adventure             | 2003 |
| 21 | Djungelboken 2                                                | The Jungle Book 2                                        | 2003 |
| 22 | Nasses stora film                                             | Piglet's Big Movie                                       | 2003 |
| 23 | Atlantis – Milos återkomst                                    | Atlantis - Milo's Return                                 | 2003 |
| 24 | Lejonkungen 3 - Hakuna Matata                                 | The Lion King 3 - Hakuna Matata                          | 2004 |
| 25 | Nalle Puh - Vårkul med Ru                                     | Winnie the Pooh: Springtime with Roo                     | 2004 |
| 26 | Musse, Kalle och Långben: De tre musketörerna                 | Mickey, Donald, Goofy: The Three Musketeers              | 2004 |
| 27 | Musses jul i Ankeborg                                         | Mickey's Twice Upon a Christmas                          | 2004 |
| 28 | Mulan II                                                      | Mulan 2                                                  | 2004 |
| 29 | Puhs film om Heffaklumpen                                     | Pooh's Heffalump Movie                                   | 2005 |
| 30 | Tarzan II                                                     | Tarzan 2                                                 | 2005 |
| 31 | Lilo & Stitch 2                                               | Lilo & Stitch 2 - Stitch Has a Glitch                    | 2005 |
| 32 | Puhs Heffaklump Halloween                                     | Pooh’s Heffalump Halloween                               | 2005 |
| 33 | Kejsarens nya stil 2 – Kronks nya stil                        | The Emperor's New Groove 2: Kronk's New Groove           | 2005 |
| 34 | Bambi 2                                                       | Bambi 2                                                  | 2006 |
| 35 | Björnbröder 2                                                 | Brother Bear 2                                           | 2006 |
| 36 | Micke och Molle 2                                             | The Fox and the Hound 2                                  | 2006 |
| 37 | Askungen III - Det magiska trollspöet                         | Cinderella III - A Twist in time                         | 2007 |
| 38 | Disney Prinsessor: Förtrollade äventyr                        | Disney Princess Enchanted Tales: Follow Your Dreams      | 2007 |
| 39 | Den lilla sjöjungfrun - Sagan om Ariel                        | The Little Mermaid: Ariel's Beginning                    | 2008 |
| 40 | Tingeling                                                     | Tinker Bell                                              | 2008 |
| 41 | Tingeling och den förlorade skatten                           | Tinker Bell and the Lost Treasure                        | 2009 |
| 42 | Tingeling och älvornas hemlighet                              | Tinker Bell and the Great Fairy Rescue                   | 2010 |
| 43 | Tingeling och vingarnas hemlighet                             | Secret of the Wings                                      | 2012 |
| 44 | Flygplan                                                      | Planes                                                   | 2013 |
| 45 | Tingeling och piratfen                                        | The Pirate Fairy                                         | 2014 |
| 46 | Flygplan 2: Räddningstjänsten                                 | Planes 2: Fire & Rescue                                  | 2014 |
| 47 | Tingeling - Legenden om önskedjuret                           | Tinker Bell and the Legend of the NeverBeast             | 2014 |

## Disney Television Animation

### Filmer
Filmer baserade på eller producerade som en del av TV-serier från Disney Television Animation. 
| Titel                                                           | Originaltitel                                               | Anmärkning                                           | År   |
| --------------------------------------------------------------- | ----------------------------------------------------------- | ---------------------------------------------------- | ---- |
| Fluppy Dogs                                                     | Fluppy Dogs                                                 | Från början tänkt att inleda en TV-serie             | 1986 |
| DuckTales: The Treasure of The Golden Suns                      | DuckTales: The Treasure of The Golden Suns                  | Fem första avsnitten av Ducktales                    | 1987 |
| DuckTales: Catch as Catch Can                                   | DuckTales: Catch as Cash Can                                | Avsnitt 39–39 av Ducktales.                          | 1987 |
| DuckTales: Time is Money                                        | DuckTales: Time is Money                                    | Avsnitt 1–5 av Ducktales säsong 2                    | 1989 |
| Super Ducktales                                                 | Super DuckTales                                             | Avsnitt 6–10 av Ducktales säsong 2.                  | 1989 |
| Piff och Puff – Räddningspatrullen: Jakten på von Kosings rubin | Chip 'n Dale's Rescue Rangers to the Rescue                 | Pilotavsnitt till Piff och Puff – Räddningspatrullen | 1989 |
| Luftens hjältar: Blixtattacken                                  | TaleSpin: Plunder & Lightning                               | Pilotavsnitt i fyra delar till Luftens hjältar       | 1990 |
| Darkwing Duck: Darkly Dawns the Duck                            | Darkwing Duck: Darkly Dawns the Duck                        | Första två avsnitten av Darkwing Duck                | 1991 |
| Gargoyles the Movie: The Heroes Awaken                          | Gargoyles the Movie: The Heroes Awaken                      | Första fem avsnitten av Gargoyles                    | 1995 |
| Mighty Ducks the Movie: The First Face-Off                      | Mighty Ducks the Movie: The First Face-Off                  | Första två avsnitten av Mighty Ducks                 | 1997 |
| Skönheten och odjuret – Belles magiska värld                    | Beauty and the Beast: Belle's Magical World                 | Innehåller tre avsnitt av en outgiven serie          | 1998 |
| Hercules: Zero to Hero                                          | Hercules: Zero to Hero                                      | Innehåller tre avsnitt av Herkules                   | 1998 |
| Dougs första film                                               | Doug's 1st Movie                                            |                                                      | 1999 |
| Tigers film                                                     | The Tigger Movie                                            |                                                      | 2000 |
| Buzz Lightyear, rymdjägare – Äventyret börjar                   | Buzz Lightyear of Star Command: The Adventure Begins        | Första tre avsnitten av Buzz Lightyear, rymdjägare   | 2000 |
| Musse Piggs magiska jul – Julfest hos Musse                     | Mickey's Magical Christmas: Snowed in at the House of Mouse |                                                      | 2001 |
| Recess Christmas: Miracle on Third Street                       | Recess Christmas: Miracle on Third Street                   | Innehåller fyra avsnitt av Rasten                    | 2001 |
| Rasten: Uppdrag rädda sommarlovet                               | Recess: School's Out                                        |                                                      | 2001 |
| Tarzan & Jane                                                   | Tarzan & Jane                                               |                                                      | 2002 |
| Hos Musse: Skurkarna                                            | Mickey's House of Villains                                  |                                                      | 2002 |
| Kim Possible: Tidsapan                                          | Kim Possible: A Stitch in Time                              |                                                      | 2003 |
| Stitch! – Experiment 626                                        | Stitch! The Movie                                           |                                                      | 2003 |
| Atlantis – Milos återkomst                                      | Atlantis: Milo's Return                                     |                                                      | 2003 |
| Recess: Taking the Fifth Grade                                  | Recess: Taking the Fifth Grade                              |                                                      | 2003 |
| Recess: All Growed Down                                         | Recess: All Growed Down                                     |                                                      | 2003 |
| En jycke i klassen                                              | Teacher's Pet                                               |                                                      | 2004 |
| The Proud Family Movie                                          | The Proud Family Movie                                      |                                                      | 2005 |
| Kim Possible: Drypande Dramatisk                                | Kim Possible Movie: So the Drama                            |                                                      | 2005 |
| Leroy & Stitch                                                  | Leroy & Stitch                                              | Avslutar Lilo & Stitch: The Series                   | 2006 |
| Phineas och Ferb – Den 2:a dimensionen                          | Phineas and Ferb the Movie: Across the 2nd Dimension        |                                                      | 2011 |
| Sofia den första: Det var en gång en prinsessa                  | Sofia the First: Once Upon a Princess                       |                                                      | 2012 |
| Lejonvakten: Ryter igen                                         | The Lion Guard: Return of the Roar                          | Pilotavsnitt till Lejonvakten                        | 2015 |
| Elena av Avalor                                                 | Elena and the Secret of Avalor                              |                                                      | 2016 |
| Trassel: Innan för evigt                                        | Tangled: Before Ever After                                  |                                                      | 2017 |
| Star vs. The Force of Evil: Battle for Mewni                    | Star vs. The Force of Evil: Battle for Mewni                |                                                      | 2017 |

## Disney Pixar-klassiker
Under mitten av 1990-talet inledde Disney ett samarbete med Pixar Animation Studios som resulterade i ett flertal datoranimerade filmer producerade av Pixar men släppta av Disney. I dag är Pixar uppköpt av Disney och underställt Walt Disney Pictures som en egen enhet. Sedan 2011 räknas Pixars långfilmer som Disney Pixar-klassiker och man har gått tillbaka och numrerat samtliga filmer.
| Nr | Titel                | Originaltitel       | År   |
| -- | -------------------- | ------------------- | ---- |
| 1  | Toy Story            | Toy Story           | 1995 |
| 2  | Ett småkryps liv     | A bug's life        | 1998 |
| 3  | Toy Story 2          | Toy Story 2         | 1999 |
| 4  | Monsters, Inc.       | Monsters, Inc.      | 2001 |
| 5  | Hitta Nemo           | Finding Nemo        | 2003 |
| 6  | Superhjältarna       | The Incredibles     | 2004 |
| 7  | Bilar                | Cars                | 2006 |
| 8  | Råttatouille         | Ratatouille         | 2007 |
| 9  | Wall-E               | WALL·E              | 2008 |
| 10 | Upp                  | Up                  | 2009 |
| 11 | Toy Story 3          | Toy Story 3         | 2010 |
| 12 | Bilar 2              | Cars 2              | 2011 |
| 13 | Modig                | Brave               | 2012 |
| 14 | Monsters University  | Monsters University | 2013 |
| 15 | Insidan ut           | Inside Out          | 2015 |
| 16 | Den gode dinosaurien | The Good Dinosaur   | 2015 |
| 17 | Hitta Doris          | Finding Dory        | 2016 |
| 18 | Bilar 3              | Cars 3              | 2017 |
| 19 | Coco                 | Coco                | 2017 |
| 20 | Superhjältarna 2     | Incredibles 2       | 2018 |
| 21 | Toy Story 4          | Toy Story 4         | 2019 |
| 22 | Framåt               | Onward              | 2020 |
| 23 | Själen               | Soul                | 2020 |
| 24 | Luca                 | Luca                | 2021 |
| 25 | Röd                  | Turning Red         | 2022 |
| 26 | Lightyear            | Lightyear           | 2022 |
| 27 | Elementärt           | Elemental           | 2023 |
| 28 | Insidan ut 2         | Inside Out 2        | 2024 |
| 29 | Elio                 | Elio                | 2025 |
| 30 | Operation bäver      | Hoppers             | 2026 |
| 31 | Toy Story 5          | Toy Story 5         | 2026 |
|    | Coco 2               | Coco 2              | 2029 |
|    | Superhjältarna 3     | Incredibles 3       | TBA  |

## Stop motion-animerade filmer
Hittills har Disney, förutom traditionellt animerade och datoranimerade filmer, även producerat ett par filmer med stop motion-animation. The Nightmare Before Christmas släpptes ursprungligen av Touchstone Pictures, men släpptes igen av Walt Disney Pictures 2008.
| Nr | Titel                          | Originaltitel                  | Regi         | År   |
| -- | ------------------------------ | ------------------------------ | ------------ | ---- |
| 1  | The Nightmare Before Christmas | The Nightmare Before Christmas | Henry Selick | 1993 |
| 2  | James och jättepersikan        | James and the Giant Peach      | Henry Selick | 1996 |

## Spelfilmer med animerade inslag
Disneys första försök med spelfilmer innehöll även tecknade inslag. Den kombinationen har Disney gett sig på även under senare år. Notera att samtliga figurer i Dinosaurier är datoranimerade, men att alla miljöer är verkliga.
| Titel                        | Originaltitel             | År   |
| ---------------------------- | ------------------------- | ---- |
| Den fredliga draken          | The Reluctant Dragon      | 1941 |
| Victory Through Air Power    | Victory Through Air Power | 1943 |
| Sången om Södern             | Song of the South         | 1946 |
| Det svarta fåret             | So Dear to My Heart       | 1949 |
| Mary Poppins                 | Mary Poppins              | 1964 |
| Sängknoppar och kvastskaft   | Bedknobs and Broomsticks  | 1971 |
| Peter och draken Elliott     | Pete's Dragon             | 1977 |
| Dinosaurier                  | Dinosaur                  | 2000 |
| Förtrollad                   | Enchanted                 | 2007 |
| Mary Poppins kommer tillbaka | Mary Poppins Returns      | 2018 |
| Avförtrollad                 | Disenchanted              | 2022 |